# Sylvia Limmer
Sylvia Limmer (geb. Rost; * 8. Februar 1966 in Bayreuth) ist eine deutsche Politikerin (ehemals AfD). Sie war von 2019 bis 2024 Mitglied des Europäischen Parlaments.

## Leben
Nach dem Abschluss ihres Biologiestudiums mit der Promotion an der Universität Bayreuth 2000 zum Thema Untersuchungen zur Rolle von extrazellulären Nukleotiden und ihren Rezeptoren in der glomerulären Entzündungsreaktion arbeitete Sylvia Limmer in einem Biotech-Start-up-Unternehmen, das auf die Entwicklung von Verfahren und Medikamenten (RNAi-Therapeutika) zur gezielten Hemmung bestimmter Gene spezialisiert ist. Sie war zuständig für die Abteilung Zellbiologie. Sie ist an verschiedenen internationalen Patenten beteiligt.
Nach einer mehrjährigen Kindererziehungspause machte sie sich mit einem eigenen Unternehmen selbständig. Ab 2006 absolvierte sie erfolgreich ein Studium der Veterinärmedizin.
Limmer ist verheiratet und hat zwei Kinder.

## Politische Laufbahn
Von 2016 bis 2024 war Sylvia Limmer Mitglied der AfD, sie war stellvertretende Vorsitzende des AfD-Kreisverbands Bayreuth. Sie engagierte sich innerhalb der AfD auf Landes- und Bundesebene bei den Themen Umwelt-, Verbraucher- und Tierschutz. Sie setzt sich für eine Veränderung der aktuellen Klimapolitik ein und vertritt europakritische Positionen. Nachdem das EU-Parlament Ende 2019 den Klimanotstand für Europa ausgerufen hatte, sagte Limmer, die Resolution zu COP25 sei „ein Dokument von peinlicher intellektueller Dürftigkeit, nicht nur wegen der lächerlichen Behauptung, dass die globale Aktion der nächsten zehn Jahre Einfluss auf die Zukunft der Menschheit der nächsten 20.000 Jahre habe. Klimarettung also, ein Klima, das sich unstrittigerweise ganz ohne Zutun der Menschen manchmal drastisch wandelt – und dieses soll nun eingefroren werden auf den Standpunkt anno domini 2015“.

### Mandat im Europaparlament
2019 wurde sie ins Europäische Parlament gewählt. Dort ist sie Mitglied im Ausschuss für Umweltfragen, öffentliche Gesundheit und Lebensmittelsicherheit (ENVI), in der Delegation für die Beziehungen zu Israel sowie in der Delegation für die Beziehungen zur Volksrepublik China. Als Stellvertreterin ist sie außerdem im Ausschuss für Industrie, Forschung und Energie (ITRE) und im Ausschuss für Landwirtschaft und ländliche Entwicklung (AGRI) vertreten.
Von Dezember 2019 bis Juni 2022 war sie Beisitzerin im AfD-Bundesvorstand.
Auf dem AfD-Parteitag 2023 zog Limmer ihre Kandidatur für die Europawahl 2024 nach drei erfolglosen Bewerbungen zurück und warf in ihrer Rede dem rechtsextremen Lager um Björn Höcke Vetternwirtschaft und Kungelei vor. Limmer hatte als Beisitzerin im Bundesvorstand 2020 für den Parteiausschluss von Andreas Kalbitz gestimmt und wurde deshalb von den Höcke-Anhängern nicht mehr auf einen aussichtsreichen Listenplatz gewählt. Limmer erwog den Austritt aus der AfD, abhängig von den Reaktionen der Partei auf ihre Entscheidung. Im August 2023 sagte sie dem Sender Welt und der ARD: „Leider hat das Lager um Höcke wesentliche politische Erfolge verbuchen können, wie ein Blick auf die EU-Kandidatenliste zeigt.“ Im Juli 2024 schied sie aus dem Europaparlament aus.

### Austritt aus der AfD
Limmer war parteiinterne Kritikerin des AfD-Spitzenkandidaten für die Europawahl 2024, Maximilian Krah. Am 24. Mai 2024 gab Limmer ihren Parteiaustritt bekannt. Die AfD sei eine „Kaderpartei, die Entscheidungen nicht mehr durch basisdemokratische Prozesse“ entscheide. Krah sei „von einem gleichermaßen politisch führungslos und instinktlos agierenden Bundesvorstands-Duo als Spitzenkandidat implementiert“.